# Голям глад (Ирландия)
Големият глад (на ирландски: an Gorta Mór) е период на масов глад и болести в Ирландия между 1845 и 1849 г., довели до емиграция от страната.
Понякога извън Ирландия е познат като Ирландски картофен глад, тъй като около 2/5 от населението разчита единствено на тази евтина култура поради малоземието си, причинено от изземването на по-голямата част от земите му от английските протестантски земевладелци. По време на глада умират около 1 милион души, а още 1 милион емигрират от Ирландия, поради което населението на острова спада с 20 – 25%.
Вероятната причина за масовия глад е микроорганизмът Phytophthora infestans, който опустошава картофената реколта в Европа през 1840-те години. Въздействието му в Ирландия е огромнно, защото голяма част от населението зависи от картофа поради ред етнически, религиозни, икономически, политически причини, които допринасят за бедствието и все още са обект на исторически дебати.
Масовият глад е централна точка в историята на Ирландия, която по онова време е част от Обединено кралство Великобритания и Ирландия. Гладът и въздействието му променят демографския, политическия и културния пейзаж на острова завинаги. Както за местните ирландци, така и за ирландската диаспора, гладът е важна част от националната културна памет и става опорна точка за много ирландски националистически движения. Вече напрегнатите отношения между ирландците и Британската корона се влошават още повече, засилвайки етническото напрежение и давайки тласък на ирландския национализъм и републиканизъм както в Ирландия, така и зад граница.

## Причини и други фактори
След Акта за съюз от 1801 г. Ирландия влиза в състава на Обединеното кралство. През 1840-те години британските правителства се борят с проблемите при управлението на страна, която според Бенджамин Дизраели „има гладуващо население, отсъстваща аристокрация, чужда Протестантска църква и една от най-слабите изпълнителни власти в света“. Един историк изчислява, че между 1801 и 1845 г. има 114 комисии и 61 специални комитета, занимаващи се с Ирландия, и че „без изключение техните открития вещаят беда; Ирландия е на ръба на глада, населението расте бързо, като 3/4 от него е безработно, домакинските условия са ужасни, а жизненият стандарт е изключително нисък“.

### Земевладелци и арендатори
През ХVІІІ век е въведена посредническа система за управление на поземлена собственост. Събирането на арендата е оставено в ръцете на агенти (представители) на земевладелците или на посредници. Това осигурява редовни доходи на земевладелеца и го облекчава от пряка отговорност, докато оставя арендаторите за експлоатация от посредниците.
Католиците, по-голямата част от които живеят в условия на бедност и несигурност въпреки католическата еманципация от 1829 г., съставляват 80 % от населението. На върха на социалната пирамида се намира протестантското надмощие, английските и англо-ирландските семейства, които държат повечето земя и имат в известна степен неограничена власт над своите арендатори. Много от тези земевладелци живеят в Англия и доходите, събирани от аренда, се изпращат основно в Англия.
През 1843 г. британското правителство смята, че въпросът със земята в Ирландия е главната причина за недоволствата в страната. Основава се кралска комисия, която да разследва законите за използването на земята. Даниел О'Конъл описва комисията като „изцяло едностранчива“, бидейки съставена от земевладелци и без представители на арендатори. Земевладелците гледат на земята просто като на източник на доходи, от който трябва да се извлича максимална печалба, а селските райони им се струват враждебно място за живеене.
Уменията на посредниците се измерват чрез доходите от аредната, която успяват да извлекат от арендаторите. Те са определяни пред комисията като „кръвопийци“ и като „най-потиснически видове тирани, които някога са подпомагали унищожаването на една страна“. Посредниците дават под наем големи участъци земя от земевладелците на фиксирана аренда, които по-късно преотдават, когато пожелаят. Арендаторите могат да бъдат изгонени например поради неплащане на аренда (която е висока) или по решение на земевладелеца, в случай че желае да отглежда овце вместо зърно.
Тъй като всяко подобрение, направено върху даден имот от арендатора, по-късно става собственост на земевладелеца, когато наемният договор изтече, мотивацията да се правят такива подобрения е силно ограничена. Единствено в Ълстър арендаторите са компенсирани за всяка подобрение, което правят по имота.
Към 1845 г. 24% от всички ирландски ниви са с размер от 1 до 5 акра, а 40% са от 5 до 15 акра. Имотите са толкова малки, че никаква друга култура освен картофи не би могла да изхранва семейство. Малко преди масовия глад британското правителство съобщва, че бедността е толкова широко разпространена, че 1/3 от всички ирландски малки имоти не могат да издържат семействата си, след като платят аренда, освен ако не работят сезонно в Англия или Шотландия.
Преброяването на населението от 1841 г. сочи малко над 8 милиона души, 2/3 от които зависят от земеделието, за да оцеляват, като рядко получават някаква заплата. Те трябва да работят за земевладелците в замяна на част от земя, която им е нужна, за да отглеждат храна за семействата си. Това е системата, която подтиква Ирландия и селячеството ѝ към монокултура, тъй като само картофът може да бъде отглеждан в достатъчни количества. Правата върху парче земя в Ирландия могат да означават разликата между живот и смърт в началото на ХІХ век.

### Картофена зависимост
Картофът е внесен в Ирландия като градинска култура на дребното дворянство. Към края на ХVІІ век вече е широко разпространен по-скоро като допълнителна, отколкото основна храна, тъй като главната диета все още се върти около масло, мляко и зърнени продукти. През първите 2 десетилетия на ХVІІІ век обаче става основна храна на бедните, особено през зимата. Освен това голям дял от картофите, отглеждани в Ирландия, са от един и същ сорт. Разрастването на икономиката между 1760 и 1815 г. прокарва картофа в диетата на хората и става целогодишно основен хранителен продукт за земеделците. Зависимостта от тази една-единствена култура и липсата на генетична изменчивост сред картофените растения в Ирландия са сред причините, поради които Phytophthora infestans има толкова унищожителен ефект в Ирландия и по-малко мащабен другаде в Европа.
Картофите са важни за социална система с изключително евтина работна ръка, но на цената на нисък жизнен стандарт. Разрастването на оранта води до разрастването на картофените насаждения и увеличаване на земеделците. Основният бенефициент от тази система обаче е английският консуматор. Картофите се използват широко и за фураж за добитъка малко преди началото на глада. Около 33% от продукцията (4,5 милиона тона) се използва по този начин.

### Болест по растенията
Преди болестта Phytophthora infestans в Ирландия има 2 основни болести по картофите. Phytophthora infestans е оомицет (вид паразитиращо, нефотосинтезиращо водорасло, а не гъба).
Към 1851 г. са записани 24 провалени реколти на картофи от 1728 г. Цялостен провал на реколтата заради студ има през 1739, 1740, 1770, 1800 и 1807 г. Картофената реколта в Ирландия се проваля през 1836, 1837, 1839, 1841 и 1844 г. Според някои автори „ненадеждността на картофа е приет факт в Ирландия“.
Как и кога Phytophthora infestans пристига в Европа не е ясно. Все пак e сигурно, че болестта отсъства до 1842 г. и най-вероятно пристига през 1844 г. Произходът на патогена е проследен до долината Толука в централната част на Мексико, откъдето се разпространява първо в Северна Америка и след това в Европа.
През 1844 г. ирландски вестници съобщват за опасността от болестта, която вече е нападнала картофените насаждения в Северна Америка. Възможно е кораби да са пренесли заразени картофи до европейски пристанища. Вероятно в Ирландия болестта се озовава, след като е била пренесена чрез картофи за изхранване на екипажа на клипер от Америка. Веднъж донесена, болестта се разпространява бързо. Към средата на август 1845 г. тя вече е достигнала по-голямата част от Северна и Централна Европа: Белгия, Нидерландия, Франция и Англия са засегнати.
На 16 август 1845 г. се съобщава за болест от необичаен характер на остров Уайт. Седмица по-късно, на 23 август, е съобщено, че „страшна болест е избухнала сред картофите в Белгия и за нея няма цяр“. Докладите са широко отразявани и в ирландските вестници. На 11 септември е докладвано за „холера сред картофите в Ирландия, особено на север“. Въпреки всичко британското правителство остава оптимистично през идните няколко седмици, тъй като получава противоречиви доклади. Едва когато започва събирането на реколтата през октомври, става ясен мащабът на унищожението. Все пак британският министър-председател Робърт Пийл намира докладите „доста обезпокоителни“, но в същото време вярва, че „в ирландските новини винаги има склонност към преувеличение“. Загубите на картофената реколта през 1845 г. се оценят на между 1/3 и половината.
През 1846 г. са загубени 3/4 от реколтата поради болестта. Към декември около 1/3 от милион бедстващи хора са заети в публичния сектор. Според някои автори първата вълна на болестта създава значителни препятствия в селските райони на Ирландия от есента на 1846 г., когато са записани първите смъртни случаи от глад. Разсадът за картофи е оскъден към 1847 г. Сеитбата е слаба, така че въпреки средните добиви гладът продължава. Добивите през 1848 г. представляват едва 2/3 от нормалните. Тъй като над три милиона ирландци зависят изцяло от картофите за прехрана, масовият глад се оказва неизбежен.

## Реакции в Ирландия
В началото на ноември 1845 г. група граждани от Дъблин, сред които Даниъл О'Конъл и други аристократи, отиват при лорд-лейтенанта на Ирландия с предложения да се отворят пристанищата за чужда царевица, спиране на дестилацията на зърно, забраняване на износа на хранителни стоки и предоставяне на работа чрез обществени заводи. Лордът им казва да се успокоят, че учените вече проучват тези възможности и че няма голямо напрежение на пазара.
На 8 декември 1845 г. Даниъл О'Конъл предлага няколко облекчения за предстоящата беда. Сред първите неща, които предлага, е въвеждане на права за арендатора, които да предоставят компенсации на арендатора за всякакви пари, които инвестира в постоянни подобрения за земята на земевладелеца. Той посочва и мерките, въведени в Белгия: затварянето на пристанищата за износ, но отварянето им за внос. Така, според него, изобилните култури, отглеждани в Ирландия, ще останат за ирландския народ. Той твърди, че единствено един парламент на Ирландия би предоставял на хората храна и работни места, обявявайки, че отменяне на Акта за съюза от 1800 г. е необходимост и единствената надежда за Ирландия.
По онова време Ирландия е интегрална част от Британската имперска родина, „най-богатата империя на света“ и „най-плодородната част от тази империя“. Избраните представители на Ирландия обаче се оказват безпомощни, за да работят за страната като членове на британския парламент. Периодът на глада (1845 – 1851) е изпълнен с политически конфронтации. През юли 1846 г. се образува радикалната групировка „Млада Ирландия“, която прави неуспешен опит за въоръжено въстание през 1848 г.
През 1847 г. Уилям Смит О'Брайън, водач на „Млада Ирландия“, става съосновател на Ирландската конфедерация, която иска отмяна на Акта за съюз, като призовава за спиране на износа на зърно, а пристанищата да бъдат затворени. На следващата година организира съпротивително движение от земеделци без земя в Типърари срещу земевладелците и агентите им.

## Реакции на правителството
Някои историци характеризират първоначалния отклик на британското правителство към ранната и не толкова тежка фаза на масовия глад като „бърз и относително успешен“. Изправен срещу повсеместен провал на реколтата през ноември 1845 г., премиерът Робърт Пийл тайно купува царевица на стойност 100 000 британска лири от Америка. Правителството се надява, че няма да задуши частните предприятия и че действията му няма да обезсърчат местните усилия за облекчение на ситуацията. Поради лоши метеорологични условия първата доставка пристига в Ирландия едва в началото на февруари 1846 г. Първите доставки са от подземни изсушени зърна, но малкото ирландски мелници не са оборудвани за мелене на царевица и се налага да се приеме дълъг и сложен мелничарски процес. Преди да се консумира, царевичното брашно трябва да се сготви, тъй като консумирането му в суров вид може да предизвика сериозни чревни проблеми.
През октомври 1845 г. Пийл прави крачка към отменянето на Хлебните закони – тарифи на зърното, които държат цената на хляба изкуствено завишена. Въпросът обаче разделя партията му и той няма достатъчно подкрепа от колегите си, за да прокара мярката докрай. През декември подава оставка, но опозицията не успява да състави правителство и е назначен отново. През март Пийл създава програма за обществена работа в Ирландия, но ситуацията с масовия глад се влошава през 1846 г. и отменянето на Хлебните закони през същата година почти не помага на гладуващите ирландци. Мярката разделя консерваторите, което води до упадъка на доверието към кабинета на Пийл. Пийл е принуден да подаде оставка като министър-председател на 29 юни, а постът му е зает от Джон Ръсел.
Мерките, предприети от Ръсел, се оказват относително неадекватни, докато кризата се задълбочава. Новата администрация, повлияна от икономическата доктрина лесе-фер, вярва, че пазарът ще предостави достатъчно храна, и отказва да се намеси срещу износа на храна към Англия, а след това спират обществените работи на предното правителство, като така оставят стотици хиляди хора без работа, пари и храна. Към края на декември 1846 г. кабинетът на Ръсел въвежда нова програма на обществена работа, която дава работа на около половин милион ирландци и се оказва невъзможна за администриране.
Чарлс Тревелян, който оглавява администрацията на правителствените помощи, ограничава правителствената програма за хранителна помощ поради твърда убеденост в политиката на лесе-фер. Той вярва, че гладът е изпратен от Господ като назидание за ирландците.
През януари 1847 г. правителството изоставя текущата политика, заявявайки, че тя се е провалила, и се обръща към смесица от вътрешни и външни преки помощи. През юни е въведен закон, популярен във Великобритания, според който ирландската собственост трябва да издържа ирландската бедност. Земевладелците в Ирландия са обвинени във Великобритания, че са предизвикали глада. Отчита се освен това, че британският парламент също има вина след Акта за съюза от 1800 г. На 24 март 1847 г. вестник „Таймс“ обявява, че Великобритания е позволила в Ирландия „масов глад, недоволство и деградация без прецедент в света“.
Записите сочат, че ирландски земи изнасят храна дори по време на най-тежките години на глада. През целия период на глада Ирландия изнася огромни количество храна. Според някои изследвания почти 4000 плавателни съда возят храна от Ирландия към пристанищата на Бристол, Глазгоу, Ливърпул и Лондон през 1847 г., докато 400 000 мъже, жени и деца умират от глад и свързаните с него болести. Сред изнасяните стоки са грах, боб, лук, зайци, сьомга, миди, херинга, сланина, мед, езици, кожи, дрехи, обувки, сапун, лепило и семена. Изнасят се особено големи количества масло – 3 739 980 литра са изнесени към Англия през 9-те най-тежки месеца на глада. Проблемът в Ирландия се оказва не толкова липсата на храна, която е налична, а цената ѝ, която е отвъд възможностите на бедните.

## Емиграция
Макар масовият глад да е основната причина за значителното увеличаване на емиграцията от Ирландия с 45 до 85% в зависимост от годината, той не е единствената причина за нея. Началото на масовата емиграция от Ирландия може да се проследи още от средата на ХVІІІ век, когато около 250 хиляди души напускат страната в период от 50 години, за да се заселят в Новия свят. Според някои изследователи от 1 до 1,5 милиона души емигрират през 30-те години от 1815 г. и 1845 г. По време на глада емиграцията обаче достига 250 хил. души само за година, като най-много емигрират от западните части на Ирландия.
Семействата не мигрират масово, но по-младите им членове го правят, като жените емигрират също толкова често, рано и много, колкото и мъжете. Емигрантите изпращат на семействата си в Ирландия парични преводи, достигали 1 404 000 лири към 1851 г., които позволявали на друг член на семейството да замине.
Емиграцията по време на масовия глад е основно към Англия, Шотландия, Южен Уелс, Северна Америка и Австралия. Към 1851 г. около четвърт от населението на Ливърпул е с ирландски корени. Поне 1 милион души емигрират в резултат от глада.

## Смъртност
Не е ясно точно колко души умират по време на масовия глад, макар да се вярва, че повечето умират от болести, отколкото от глад. Регистрацията на раждания или смъртни случаи още не е започнала по онова време, а записите на римокатолическата църква са непълни. Оценка е съставена чрез сравняване на очакваното население с крайния брой през 1850-те години. Преброяването на населението от 1841 г. показва население от 8 175 124 души, а преброяването веднага след края на масовия глад от 1851 г. показва население от 6 552 385 души, което е спад с 1,5 милиона души за 10 години. Комисията по преброяването преценява, че с нормалния темп на прираст на населението към 1851 г. то би трябвало да е нараснало до малко повече над 9 милиона, ако гладът не бе покосил страната.
През 1851 г. е събрана информация за починалите във всяко семейство след 1841 г., както и за причината, сезона и годината на смъртта. Записани са общо 21 770 смъртни случая от глад и 400 720 от болести. Сред най-разпространените болести са дифтерит, дизентерия, холера, едра шарка и грип, като първите 2 болести отнемат най-много животи (222 021 и 93 232 съответно). Комисията споменава, че данните им са непълни и че истинският брой на смъртните случаи вероятно е по-висок. По-късните историци се съгласяват, че докладваните нива на смъртност от 1851 г. са най-вероятно подценени.